# Svantjärn, Lappland
Svantjärn är en sjö i Jokkmokks kommun i Lappland och ingår i Luleälvens huvudavrinningsområde. Sjön har en area på 0,0693 kvadratkilometer och ligger 386 meter över havet. Svantjärn ligger i Såkkevarats Natura 2000-område. Sjön avvattnas av vattendraget Keutatjbäcken.

## Delavrinningsområde
Svantjärn ingår i det delavrinningsområde (738152-166134) som SMHI kallar för Inloppet i Kaskaluobbal. Medelhöjden är 388 meter över havet och ytan är 5,71 kvadratkilometer. Det finns inga avrinningsområden uppströms utan avrinningsområdet är högsta punkten. Keutatjbäcken som avvattnar avrinningsområdet har biflödesordning 4, vilket innebär att vattnet flödar genom totalt 4 vattendrag innan det når havet efter 232 kilometer. Avrinningsområdet består mestadels av skog (31 procent) och sankmarker (61 procent). Avrinningsområdet har 0,43 kvadratkilometer vattenytor vilket ger det en sjöprocent på 7,4 procent.